# Kristoffer Skjelvik
Kristoffer Langøien Skjelvik, né le 9 septembre 1991 à Os (Hedmark), est un biathlète norvégien.

## Biographie
Il fait partie de l'équipe nationale depuis 2010. Il monte sur son premier podium en 2011, remportant une médaille de bronze championnats du monde junior. En 2013, il est sixième du sprint des Championnats d'Europe des moins de 26 ans, puis en 2014, il est médaillé d'argent au relais. Cet hiver, il devient champion de Norvège de mass start.
En février 2017, il s'impose sur la poursuite d'Osrblie dans l'IBU Cup, obtenant son premier podium personnel au niveau international. Quelques semaines plus tard, il est appelé pour l'étape de Coupe du monde à Oslo.

## Palmarès

### Championnats d'Europe
- Nové Město na Moravě 2014 : 
  -  médaille d'argent en relais.

### Championnats du monde junior
- Médaille de bronze en relais en 2011.

### IBU Cup
- 1 victoire.

### National
- Champion de Norvège à la mass start en 2014.
- Champion à la poursuite en 2017.